# Raúl García Castán
Pour les articles homonymes, voir Raúl García et García.
Raúl García Castán, né le 8 octobre 1970 à Ségovie, est un coureur de fond espagnol spécialisé en skyrunning. Il est champion d'Europe de skyrunning 2009 et quintuple champion d'Espagne de course en montagne.

## Biographie
Raúl commence la course à pied en 2003 et voit dans la course de montagne un bon moyen de quitter la grisaille des villes tout en pratiquant un sport.
Le 4 septembre 2005, il prend le départ de la première édition de la SkyRace Comapedrosa alors connue alors sous le nom de Cursa d'Andorra. Les Catalans Jessed Hernández et Kílian Jornet mènent la première partie de course. Jessed chute et se blesse, le forçant à abandonner. Raúl rattrape Kílian et les deux atteignent le sommet du Coma Pedrosa ensemble. Raúl effectue ensuite une descente très rapide, parvenant à se défaire de Kílian pour remporter sa première victoire en skyrunning.
En 2006, il fait preuve de son talent de coureur en montagne en s'imposant dans la Coupe d'Espagne de course en montagne FEDME et en remportant son premier titre national de la discipline.
Il connaît une bonne saison 2007 en skyrunning. Prenant part à la Skyrunner World Series, il commence sa saison par une victoire au Marató de Muntanya de Berga en parvenant à battre Tòfol Castanyer. Il termine ensuite troisième de la SkyRace Vallnord-Andorra et prend la tête du classement provisoire. Il conclut la saison en terminant deuxième de Zegama-Aizkorri, six secondes derrière Kílian Jornet et prend la deuxième place du classement final.
Le 25 mai 2008, il est décidé à prendre sa revanche sur Kílian Jornet à Zegama-Aizkorri qui accueille les championnats d'Europe de skyrunning. Raul prend les commandes de la course sur un rythme soutenu, suivi par l'Allemand Helmut Schießl. À la peine en début de course et mettant en doute ses chances de succès, Kílian n'abandonne pas et termine sur un rythme élevé, doublant Helmut et Raúl pour le titre.
Le 19 juillet 2009, il prend le départ de la Dolomites SkyRace qui fait office d'épreuve SkyRace pour les championnats d'Europe de skyrunning. Alors que Dennis Brunod mène la course seul en tête, Raúl se retrouve dans le deuxième groupe de poursuivants. Après avoir rattrapé le premier groupe, il se lance à la poursuite de Dennis et parvient à le doubler au sprint final pour remporter le titre,.
Le 30 mai 2010, il décroche son cinquième titre national d'affilée en s'imposant à la Puyada a Oturia.
Une blessure au tendon d'Achille du pied droit le force à arrêter la compétition en 2011.
Il fait brièvement son retour en compétition à l'occasion des SkyGames 2012 dans la comarque de la Ribagorce où il remporte la médaille d'argent sur le kilomètre vertical, étant battu par Agustí Roc.
En 2014, Luis Blanco, le directeur de la radio A Tu Ritmo dédiée à la course à pied, l'invite à participer aux 100 km du Sahara. N'étant pas habitué à ce genre d'épreuve, Raúl accepte le défi et prend le départ avec comme seul objectif de rallier l'arrivée. Se prenant au jeu de la compétition, il effectue la première étape sur un rythme soutenu et malgré des ampoules aux pieds, termine le premier. Adoptant un rythme plus prudent lors des étapes suivantes, il conserve la tête de course et s'impose avec une demi-heure d'avance sur le marathonien Migidio Bourifa,.

## Palmarès
| no  | masculin           | Course                                             | Longueur | Départ            | Temps           |
| --- | ------------------ | -------------------------------------------------- | -------- | ----------------- | --------------- |
| 5e  | 5e                 | Zegama-Aizkorri                                    | 42,2 km  | 6 juillet 2003    | 4 h 25 min 19 s |
| 1re | Médaille d'or      | Cursa d'Andorra                                    | 26 km    | 4 septembre 2005  | 3 h 41 min 52 s |
| 1re | Médaille d'or      | Championnats d'Espagne de course en montagne FEDME | 42 km    | 11 juin 2006      | 4 h 28 min 56 s |
| 1re | Médaille d'or      | Marató de Muntanya de Berga                        | 42 km    | 20 mai 2007       | 4 h 18 min 33 s |
| 1re | Médaille d'or      | Championnats d'Espagne de course en montagne FEDME | 38 km    | 3 juin 2007       | 3 h 14 min 45 s |
| 3e  | Médaille de bronze | SkyRace Vallnord-Andorra                           | 24 km    | 22 juillet 2007   | 2 h 28 min 28 s |
| 5e  | 5e                 | Sierre-Zinal                                       | 31 km    | 12 août 2007      | 2 h 45 min 22 s |
| 3e  | Médaille de bronze | OSJ Ontake SkyRace                                 | 28 km    | 2 septembre 2007  |                 |
| 2e  | Médaille d'argent  | Zegama-Aizkorri                                    | 42,2 km  | 23 septembre 2007 | 3 h 57 min 5 s  |
| 2e  | Médaille d'argent  | Championnats d'Europe de skyrunning                | 42,2 km  | 25 mai 2008       | 3 h 59 min 45 s |
| 1re | Médaille d'or      | Championnats d'Espagne de course en montagne FEDME | 36 km    | 15 juin 2008      | 3 h 13 min 56 s |
| 3e  | Médaille de bronze | SkyRace Vallnord-Andorra                           | 24 km    | 29 juin 2008      | 2 h 49 min 23 s |
| 1re | Médaille d'or      | Championnats d'Espagne de course en montagne FEDME | 34,5 km  | 13 juin 2009      | 3 h 24 min 27 s |
| 1re | Médaille d'or      | Championnats d'Europe de skyrunning                | 22 km    | 19 juillet 2009   | 1 h 57 min 17 s |
| 1re | Médaille d'or      | Zumaia Flysch Trail                                | 27 km    | 26 juillet 2009   | 1 h 54 min 31 s |
| 1re | Médaille d'or      | Championnats d'Espagne de course en montagne FEDME | 38 km    | 30 mai 2010       | 3 h 13 min 41 s |
| 1re | Médaille d'or      | Maratón Alpino Madrileño                           | 42 km    | 13 juin 2010      | 4 h 0 min 10 s  |
| 1re | Médaille d'or      | Zumaia Flysch Trail                                | 27 km    | 11 juillet 2010   | 1 h 51 min 44 s |
| 3e  | Médaille de bronze | Kilomètre vertical de Puig Campana                 | 3,6 km   | 5 novembre 2010   | 39 min 19 s     |
| 2e  | Médaille d'argent  | SkyGames - Kilomètre vertical                      | 3 km     | 30 juin 2012      | 36 min 10 s     |
| 3e  | Médaille de bronze | KM Vertical La Bobia                               | 4 km     | 16 mars 2013      | 32 min 16 s     |
| 3e  | Médaille de bronze | KM Vertical La Bobia                               | 4 km     | 15 mars 2014      | 34 min 43 s     |